# Pristimantis cryophilius
Pristimantis cryophilius es una especie de anfibio anuro de la familia Craugastoridae.

## Distribución
Esta especie es endémica de la provincia de Morona-Santiago en Ecuador. Habita entre los 2,835 y 3,384 m de altitud.

## Descripción
Los machos miden de 28.9 a 36.8 mm y las hembras de 43.1 a 49.8 mm.

## Publicación original
- Lynch, 1979 : Leptodactylid frogs of the genus Eleutherodactylus from the Andes of southern Ecuador. Miscellaneous Publication, Museum of Natural History, University of Kansas, vol. 66, p. 1-62[5]